# Лунд, Константин Карлович
Константин Карлович Лунд (1817—1898) — российский чиновник, инженер; тайный советник.

## Биография
Родился в 1817 году в семье действительного статского советника Карла Яковлевича Лунда.
В службе с 25 ноября 1832 года. Окончил Николаевское инженерное училище, а в 1837 году — Николаевскую инженерную академию. Служил во 2-м Саперном батальоне.
В 1848 году окончил Императорскую Николаевскую военную академию (вместе с В. Г. Гасфортом). В 1850 году вышел в отставку капитаном.
Продолжал гражданскую службу — в ведомстве министерства путей сообщения; был инспектором Либавской железной дороги; 28 апреля 1872 года был произведён в действительные статские советники. В 1880 году вышел в отставку с чином тайного советника.
Умер 17 (29) января 1898 года. Похоронен на Смоленском лютеранском кладбище.

## Награды
- орден Св. Анны 3-й ст. с бантом (1850)
- орден Св. Владимира 3-й ст. за 35 лет (1866)
- орден Св. Станислава 2-й ст. (1870)
- орден Св. Анны 2-й ст. (1877)

## Семья
Был женат на Софье Николаевне Хвостовой. Их дети:
- Александр (1851—1898);
- Всеволод (22.10.1854[3]—1898), выпускник Александровского лицея (1875), действительный статский советник (1906);
- Татьяна (11.02.1863/1864—06.1942), замужем за Фёдором Ивановичем Кноррингом;
- Лев (1865 — после 1922) выпускник Александровского лицея (1875);
- Густав-Генрих (08.03.1872—04.07.1904), был убит в русско-японскую войну в бою на Янзелинском перевале.